# Stephen Laws
Pour les articles homonymes, voir Laws.
Stephen Laws, né le 13 juillet 1952 à Newcastle upon Tyne en Angleterre, est un romancier britannique connu pour ses œuvres d'horreur.
Il a participé au magazine Peeping Tom (en), revue britannique spécialisée en dark fantasy et horreur, aux côtés de Ramsey Campbell et de Ian Watson.

## Œuvres

### Romans
- Train fantôme, Presses de la Cité, 1986 ((en) Ghost Train, Beaufort Books, 1985  (ISBN 0-8253-0315-X)), trad. Fabienne Duvigneau, 252 p.  (ISBN 2-258-01849-8)
- La Nuit des spectres, J'ai lu, 1989 ((en) Spectre, Souvenir Press, 1986  (ISBN 0-285-62747-3)), trad. Francis Kerline, 320 p.  (ISBN 2-277-22670-X)
- Le Veur, J'ai lu, 1990 ((en) The Wyrm, Souvenir Press, 1987  (ISBN 0-285-62810-0)), trad. Michel Demuth, 352 p.  (ISBN 2-277-22762-5)[2]
- (en) The Frighteners, Souvenir Press, 1990
- Darkfall, J'ai lu, 1994 ((en) Darkfall, New English Library, 1992  (ISBN 0-450-55674-3)), trad. Jean-Daniel Brèque, 352 p.  (ISBN 2-277-23735-3)
- Gidéon, Presses de la Cité, 1994 ((en) Gideon, New English Library, 1993  (ISBN 0-450-56394-4)), trad. Philippe Rouard, 360 p.  (ISBN 2-258-00107-2)
- Macabre, Presses de la Cité, 1998 ((en) Macabre, Hodder & Stoughton, 1994  (ISBN 0-450-60690-2)), trad. Marc Guichard, 430 p.  (ISBN 2-258-04522-3)
- (en) Daemonic, Hodder & Stoughton, 1995
- (en) Somewhere South Of Midnight, Hodder & Stoughton, 1996
- (en) Chasm, Hodder & Stoughton, 1998  (ISBN 0-340-66611-0)
- (en) Ferocity, Leisure Books, 2007

### Nouvelles
- (en) Guilty Party, 1988
- (en) Junk, 1989
- (en) The Secret, 1989
- (en) He Who Laughs, 1991
- (en) Gordy's A-Okay, 1991
- (en) Bleeding Dry, 1992
- (en) Annabelle Says, The British Fantasy Society, 1995, chapbookÉcrit avec Simon Clark.
- (en) The Song My Sister Sang, 19981999 : Prix British Fantasy de la Meilleure nouvelle

### Films
- The Secret adapté d'un de ses récits[3].